# Gnidia capitata
Gnidia capitata är en tibastväxtart som beskrevs av Carl von Linné d.y.. Gnidia capitata ingår i släktet Gnidia och familjen tibastväxter. Inga underarter finns listade i Catalogue of Life.